# Madelaynne Montaño
Madelaynne Montaño est une ancienne joueuse colombienne de volley-ball née le 6 janvier 1983 à Tuluá. Elle mesure 1,86 m et jouait au poste d'attaquante. Elle a totalisé 20 sélections en équipe de Colombie. Elle a mis un terme à sa carrière de volleyeuse professionnelle en mars 2019.

## Biographie
Lors de la saison 2022-2023, elle sort de sa retraite sportive et dispute notamment le Championnat du monde 2022.

## Clubs
| Club                      | De        | À         |
| ------------------------- | --------- | --------- |
| San Fernando de Catamarca | 1998-1999 | 1998-1999 |
| Miami Dade College        | 2002-2003 | 2002-2003 |
| Aris Thessaloniki         | 2004-2005 | 2005-2006 |
| Iraklis Thessaloniki      | 2008-2009 | 2008-2009 |
| Daejeon KGC               | 2009-2010 | 2011-2012 |
| Rabita Bakou              | 2012-2013 | 2012-2013 |
| Galatasaray İstanbul      | 2013-2014 | 2013-2014 |
| Fenerbahçe İstanbul       | 2014-2015 | 2014-2015 |
| KPS Chemik Police         | 2015-2016 | 2016-2017 |
| River Volley              | 2017-2018 | 2017-2018 |
| Aris Thessaloniki         | 2018-2019 | 2018-2019 |

## Palmarès

### Clubs
- Coupe de Grèce
  - Finaliste : 2009.
- Championnat de Corée du Sud
  - Vainqueur : 2010, 2012.
- Championnat du monde des clubs
  - Finaliste : 2012.
- Ligue des champions
  - Finaliste : 2013.
- Championnat d'Azerbaïdjan
  - Vainqueur : 2013.
- Supercoupe de Turquie
  - Finaliste : 2014.
- Coupe de Turquie
  - Vainqueur: 2015.
- Championnat de Turquie
  - Vainqueur: 2015.
- Supercoupe de Pologne
  - Vainqueur :2015.
- Coupe de Pologne
  - Vainqueur : 2016, 2017.
- Championnat de Pologne
  - Vainqueur : 2016, 2017.

### Distinctions individuelles
- Championnat d'Amérique du Sud de volley-ball féminin 2011: Meilleure marqueuse.
- Ligue des champions de volley-ball féminin 2012-2013: Meilleure marqueuse.
- Championnat d'Amérique du Sud de volley-ball féminin 2013: MVP.